# Och flickan hon går i dansen
"Och flickan hon går i dansen", även "Och jungfrun hon går i ringen/dansen", är en gammal svensk dans- och sånglek som dansats såväl kring julgran som midsommarstång. 

## Historia
Som så många av de svenska danslekarna har också ”Och jungfrun hon går i ringen” troligen hög ålder. I Harald Olufssons visbok från 1570-talet finns en strof som tolkats som en parodi på ”Och jungfrun hon går i ringen”. I sin explicita form dyker den upp i de tidigaste anteckningarna från 1800-talets början, och då oftast som en del i en längre sånglek med textbörjan ”Ungersven växer båd’ smaler och lång”. En av de äldsta uppteckningarna publicerades i Arwidssons Svenska Fornsånger, band 2-3, 1837-42, och där står den tillsammans med tre varianter av ”Ungersven växer båd’ smaler och lång”. Troligen har de båda lekarna ursprungligen utgjort en och samma lek men sedan utvecklats till två separata.
Redan från 1830-talet möter vi dock ”Och jungfrun hon går i ringen” i flera samlingar ungefär så som vi känner och sjunger den idag. Äldsta uppteckning av detta slag är troligen A. G. Rosenbergs från Sörmland 1823-35 (publicerad 1875). Textens första rad har ända från början varierat mellan ”Och jungfrun/flickan hon går i ringen/dansen”, och alla varianterna tycks ha varit ungefär lika vanliga.
Att döma av det stora antalet uppteckningar från både Sverige och Finlands svenskbygder har leken varit en av de mest spridda i både muntlig tradition och genom tryckta utgåvor. Själva dansen är en ringdans men innehåller, enligt samstämmiga beskrivningar, en scenisk framställning av innehållet i visan, där flickan försöker fånga in den flyende pojken. I en av de tidigaste lekbeskrivningarna (i Violen av Nils Lilja, 1841), ges följande beskrivning:
”Ringdans, vid 1 versen binder den i ringen stående damen ett band om någon kavaljers arm, vid 3 versen springer kavaljeren bort ur ringen, vid 4 versen tager damen en annan.”
Ur två andra uppteckningar:
”Leken tillgår så, att flickan, som går i ringen, knyter en näsduk om gossens arm. Kort därpå försvinner denne ur ringen, men vid slutet av leken infinner han sig åter och dansar med sin flicka.” (Uppteckning år 1930 gjord i Borgunda socken, Västergötland, efter meddelare född 1871)
”De gingo i en ring. En flicka inne i ringen, som hade ett band i handen. Det band hon om armen om den hon ville dansa med. Då hon bundit bandet låtsades han springa sin väg, men alla sköto efter honom, och han kom igen, och de dansade gammal vals inne i ringen. Sen var en pojks tur att vara inne i ringen.” (Uppteckning år 1922 gjord i Mörrums socken, Blekinge, efter en meddelare född 1852)
När det gäller melodin till ”Och jungfrun hon går i ringen” finns fyra varianter i Arwidssons Svenska fornsånger (se ovan), varav två kan sägas utgöra varianter av den nu gängse bruksmelodin. De två andra har modal karaktär och får ses som en helt annan melodityp. Från 1860-talet har ”Och jungfrun hon går i ringen” tryckts i en oändlig mängd utgåvor, och från denna tid och framåt dominerar den nu gängse bruksmelodin i dur helt. På 1900-talet har sången fått stor spridning också genom Hugo Alfvéns körarrangemang.
Leken förekommer i vår tid också i Norge och Danmark och sjungs där ofta till samma melodi som den i Sverige vanliga. Från Danmark finns också tidiga uppteckningar av leken, men då med en helt annan melodi. Sången översattes 1910 till tyska av tenoren Adolf Julius Boruttau (”Zum Tanze da geht ein Mädel”), och har därefter blivit populär också i Tyskland.

## Publikation
- Julens önskesångbok, 1997, som "Och jungfrun, hon går i dansen" under rubriken "Tjugondag Knut dansar julen ut", angiven som "Folkvisa"
- Barnens svenska sångbok, 1999, som "Och flickan hon går i dansen", under rubriken "Sång med lek och dans"